# Plesianthidium cariniventre
Plesianthidium cariniventre là một loài Hymenoptera trong họ Megachilidae. Loài này được Friese mô tả khoa học năm 1904.